# Langues kx'a
Les langues kxʼa, également appelées ju–ǂhoan, sont une famille de langues en Afrique australe. La famille consiste en deux branches : la langue ǂʼamkoe (ǂhoan) et le groupe de dialectes ǃkung (juu). Cette relation a été démontrée en 2010, mais on soupçonnait déjà son existence une décennie plus tôt. Avec les langues tuu et langues khoe-kwadi, c'est une des trois familles de langues indigènes d'Afrique australe; ces trois familles sont typologiquement similaires en raison d'effets d'aire linguistique (et non de relation généalogique).

## Langues
- ǂʼAmkoe (une langue unique, en voie de disparition)
- ǃKung (également appelé ǃxun ou ju, ou anciennement khoïsan du nord ; un groupe de dialectes)

La langue ǂʼamkoe avait auparavant été classée parmi les langues tuu, peut-être à cause d'une confusion avec le nom de dialecte ǂhȍȁn, mais la seule chose que ces deux groupes ont en commun sont des caractéristiques typologiques telles que leurs clics bilabiaux.
Honken & Heine (2010) ont introduit le terme kxʼa pour la famille en remplacement de l'appellation complexe ju–ǂhoan (facilement confondue avec la langue juǀʼhoan ). Ils se sont inspirés du mot [kxʼà] 'terre, sol', qui est partagé par les deux branches de la famille. Cependant, ce mot existe aussi dans des langues voisines comme le kwadi.

## Reconstruction
Comme pour d'autres familles de langues, les linguistes tentent de reconstruire au moins partiellement la proto-langue dont descend le reste de la famille. La suite de cette section décrit les différentes reconstructions d'éléments phonétiques du proto-kx'a. Pour comprendre ce qui suit, il importe de savoir que les langues kx'a ont des clics dans leur système phonologique.
Honken & Heine (2010) reconstruisent six points d'articulation de clic pour le proto-kxʼa : les cinq points d'articulation coronaux qui apparaissent dans la langue ǃkung centrale, plus les clics bilabiaux de la langue ǂʼamkoe. Ils postulent que les clics bilabiaux ancestraux sont devenus dentaires en ǃkung.
Cependant, Starostin (2003) soutient que les clics bilabiaux sont un développement secondaire en ǂʼamkoe. Il cite les mots ǂʼamkoe pour 'un' et 'deux', /ŋ͡ʘũ/ et /ʘoa/, où aucune autre langue khoïsan n'a de consonne labiale d'aucune sorte dans ses mots pour ces chiffres. À noter que Starostin considère les langues khoïsan (dont les langues kx'a) comme une vraie famille de langues ; cette thèse ne correspond cependant plus au consensus scientifique, qui y voit plutôt une aire linguistique constituée de trois familles différentes.
Sands (2014) note que les clics bilabiaux ǂʼamkoe correspondent à tous les points d'articulation de clics en ǃkung à l'exception du clic palatal. Elle postule que ces correspondances reflètent des clics labialisés en proto-kxʼa : *ǀʷ *ǃʷ *‼ʷ *ǁʷ . Ceux-ci seraient devenus bilabiaux en ǂʼamkoe, tandis que les seules traces de la labialisation en ǃkung seraient des diphtongues. Un exemple est le mot pour « queue », qui selon elle commençait par *‼ʷ en proto-kx'a: le mot est devenu  /ʘχúì/ en ǂhoan, /ǃxúi/ en juǀʼhoan, et /ǁxóe/ en ekoka. (Dans les deux derniers, qui sont des langues ju ou !kung, on peut reconstituer le stade intermédiaire proto-ju *‼xoe : les clics rétroflexes ont fusionné avec les clics alvéolaires en ǃkung méridional, avec les clics latéraux en ǃkung septentrional, et ne sont restés rétroflexes qu'en ǃkung central. ) L'absence de **ǂʷ n'est pas surprenante, étant donné la rareté relative des palataux labiovélarisés dans les langues du monde.